# El Barrial
El Barrial (auch einfach Barrial) ist eine Ortschaft im Departamento Santa Cruz im Tiefland des südamerikanischen Anden-Staates Bolivien.

## Lage im Nahraum
El Barrial ist eine Ortschaft im Kanton Tocomechi im Municipio Warnes in der Provinz Ignacio Warnes im westlichen Teil des Departamentos Santa Cruz. Die Ortschaft liegt auf einer Höhe von 320 m zwischen Río Grande (28 km) im Osten und Río Piraí (18 km) im Westen. Die nächstgelegenen größeren Ortschaften sind La Finca im Kanton Tocomechi und Villa Barrientos im Kanton Chuchio.

## Geographie
El Barrial liegt im tropischen Feuchtklima vor dem Ostrand der Anden-Gebirgskette der Cordillera Oriental. Die Region war vor der Kolonisierung von Chiquitano-Trockenwäldern bedeckt, ist heute aber größtenteils Kulturland.
Die mittlere Durchschnittstemperatur der Region liegt bei knapp 24 °C (siehe Klimadiagramm Warnes), die Monatswerte schwanken zwischen 20 °C im Juni/Juli und 26 °C von November bis Februar. Der Jahresniederschlag beträgt etwa 1300 mm, die Monatsniederschläge sind ergiebig und liegen zwischen 35 mm im August und 200 mm im Januar.

## Verkehrsnetz
El Barrial liegt in einer Entfernung von 39 Straßenkilometern nordöstlich von Santa Cruz, der Hauptstadt des Departamentos.
Durch Santa Cruz führt die 1657 Kilometer lange Nationalstraße Ruta 4, die das Land in West-Ost-Richtung durchquert, von Tambo Quemado an der chilenischen Grenze bis Puerto Suárez im Dreiländereck Brasilien-Bolivien-Paraguay. Die Straße führt von Westen kommend über Cochabamba, Villa Tunari und Montero nach Warnes, und dann weiter über Santa Cruz und Roboré nach Puerto Suárez und über die Grenze in das brasilianische Corumbá.
Sieben Kilometer südlich von Warnes zweigt von der Ruta 4 ("Carretera del Norte") eine Landstraße in nordöstlicher Richtung ab, die nach 25 Kilometern die Ortschaft La Finca erreicht; zwölf Kilometer vor La Finca zweigt eine Seitenstraße nach Nordosten ab und erreicht El Barrial nach zwei Kilometern.

## Bevölkerung
Die Einwohnerzahl der Ortschaft ist in den vergangenen beiden Jahrzehnten auf fast das Doppelte angestiegen:
| Jahr | Einwohner | Quelle       |
| ---- | --------- | ------------ |
| 1992 | 495       | Volkszählung |
| 2001 | 758       | Volkszählung |
| 2012 | 949       | Volkszählung |
| 2024 |           | Volkszählung |

In der Region sind die Quechua die zahlenmäßig wichtigste indigene Volksgruppe, im Municipio Warnes sprechen 13,5 Prozent der Einwohner Quechua.